# Athanasius Kircher

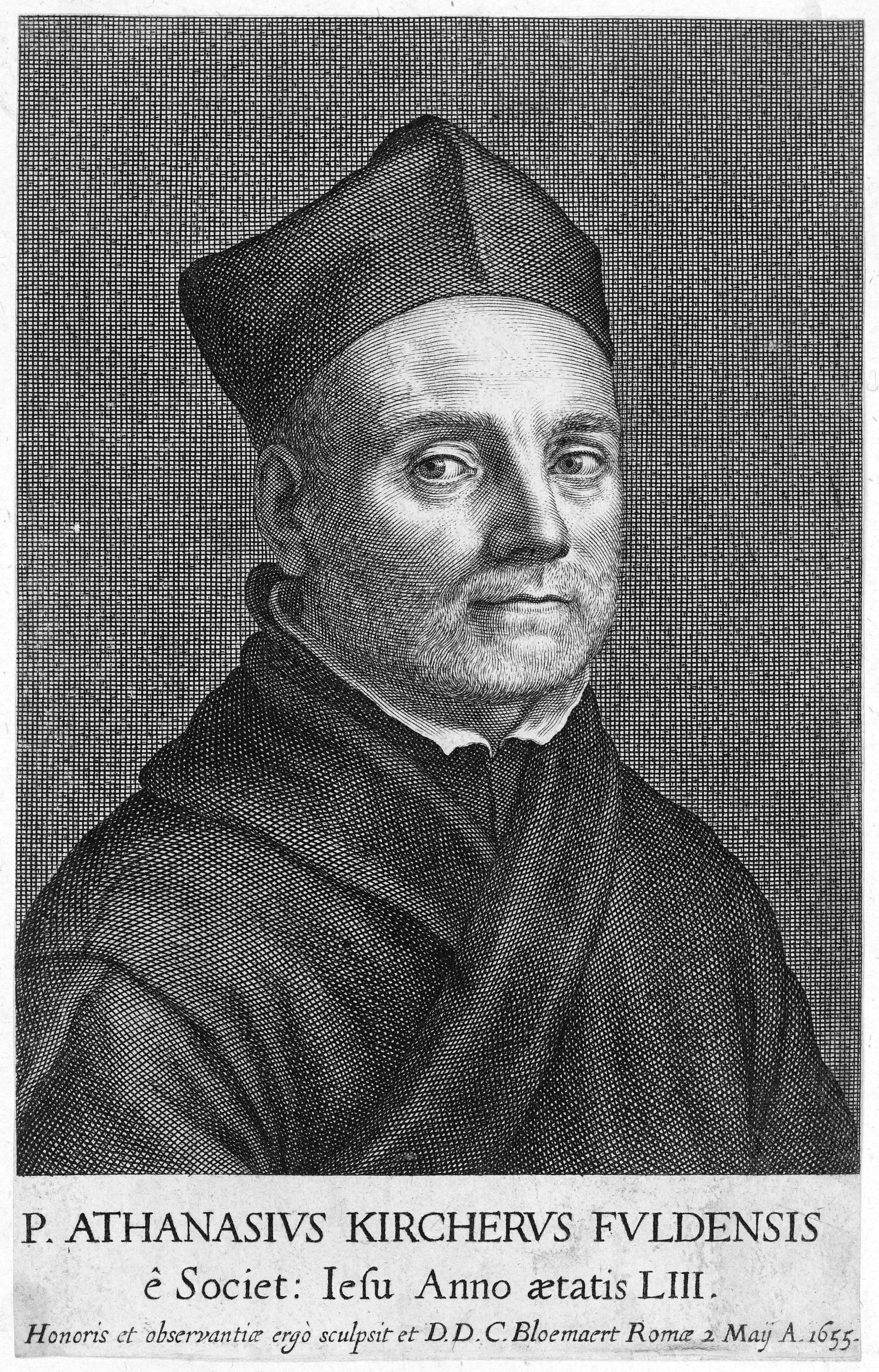
Athanasius Kircher

Latium, 1671

Athanasius Kircher (efternamnet stavas ibland – felaktigt – Kirchner och Kirscher), född 2 maj 1601?, död 27 november 1680, var en tysk vetenskapsman och medlem av Jesuitorden. Han hade ett välfyllt kuriosakabinett.
Kircher skrev och publicerade cirka 40 böcker som bland annat behandlade orientaliska studier, geologi, medicin och musik. Han studerade också egyptiska hieroglyfer och var en av de första vetenskapsmän som observerade mikrober genom ett mikroskop. Han var före sin tid med att hävda att pesten orsakades av smittsamma mikroorganismer och med att föreslå effektiva åtgärder för att förhindra spridning av smittan. Han har tidigare också felaktigt ansetts ha uppfunnit den så kallade Laterna magica som är föregångaren till projektorn och senare biografen. 
I Polygraphia nova (1663) föreslog han ett universellt symbolspråk som dock inte kom till praktisk användning.